# Suraccident
Un suraccident (ou sur-accident) est un accident venant en aggraver un ou plusieurs survenus précédemment.  Cette conjonction d’événements fâcheux est particulièrement fréquente dans le domaine des transports terrestres. Ainsi, sur route ou autoroute, un premier accident de véhicule peut être à l'origine d'un carambolage. De même, un accident ferroviaire peut en provoquer d'autres, comme ce fut le cas à Velars en 1888, à Houilles en 1920 ou dans le tunnel du Crozet en 1971.
La prévention du risque de suraccident est une action prioritaire des témoins d'un accident et la première préoccupation des intervenants sur les lieux d'un sinistre (tels les policiers, cheminots, pompiers, secouristes, SAMU). 

## Exemple
Suraccident évité de peu :
- absence de rupture de la canalisation de phosgène lors de la catastrophe AZF à Toulouse en 2001[réf. nécessaire].